# Luka, Kaniv
Luka (în ucraineană Лука) este un sat în comuna Mejîrici din raionul Kaniv, regiunea Cerkasî, Ucraina.

## Demografie
Componența lingvistică a localității Luka
     Ucraineană (97,09%)
     Rusă (2,66%)
Conform recensământului din 2001, majoritatea populației localității Luka era vorbitoare de ucraineană (97,09%), existând în minoritate și vorbitori de rusă (2,66%).